# Mijakovići (Czarnogóra)
Mijakovići (cyr. Мијаковићи) – wieś w Czarnogórze, w gminie Pljevlja. W 2011 roku liczyła 74 mieszkańców.